# 볼츠만 인자
통계역학에서 볼츠만 인자(Boltzmann factor)는 온도 T에서 열역학적 평형상태일 때 여러 상태를 가지는 시스템에서 i-상태의 상대적인 확률결정된 가중 인자이다.
{\displaystyle e^{-{\frac {E_{i}}{k_{B}\,T}}}}
{\displaystyle k_{B}}는 볼츠만 상수이고, {\displaystyle E_{i}}는 i번째 상태의 에너지이다.
두 상태 사이의 확률비는 볼츠만 인자의 비로 주어진다. 볼츠만 인자는 표준화되어 있지 않기 때문에 그 자체가 확률을 나타내지는 않는다. 볼츠만 인자를 표준화시켜 확률로 바꾸기 위해서는 모든 가능한 상태에서 가지는 볼츠만 인자의 합 Z로 구하고자 하는 상태의 볼츠만 인자를 나누어준다.이 Z는 분배 함수라고 하며, 이 결과는 볼츠만 분포를 나타낸다. 볼츠만 인자로부터 각각 고전 입자에 적용되는 맥스웰-볼츠만 통계, 양자역학에서 보손에 적용되는 보스-아인슈타인 통계, 페르미온에 적용되는 페르미-디랙 통계를 유도할 수 있다.

## 참고 문헌
- Kittel, Charles; Herbert Kroemer (1980). 《Thermal Physics》 2판. New York: Freeman and Company.